# Polyplectropus pugiunculatus
Polyplectropus pugiunculatus är en nattsländeart som beskrevs av Botosaneanu in Botosaneanu och Alkins-koo 1993. Polyplectropus pugiunculatus ingår i släktet Polyplectropus och familjen fångstnätnattsländor. Inga underarter finns listade i Catalogue of Life.